# Vanneberga
Vanneberga är en tätort i Trolle-Ljungby distrikt i Kristianstads kommun i Skåne län. SCB har avgränsat bebyggelsen omväxlande till små- och tätort. Vanneberga klassades som småort 1990, 2005 till 2010 och som tätort 1995 till 2010 och från 2020. Tidigare var Vanneberga en av de fyra större byarna i Trolle Ljungby socken. 

## Historia

### Vanneberga omkring 1930
I Svenska orter beskrivs Vanneberga på 1930-talet som en by i Kristianstad län, Trolle-Ljungby kommun, telefonstn med 57 jordbruksfastigheter och 75 andra fastigheter.
Samlade taxeringsvärde för jordbruksfastigheterna i byn var 748 100 kr., därav 664 400 jordbruksvärde och 83 700 skogsvärde och de andra fastigheterna var taxerade till 161600. 
Trolle-Ljungby fideikommiss ägde följande fastigheter: Vanneberga nr 2, 4, 5, 11, 13 areal 94,5 har, därav 59,5 åker taxerade till 90000 kr för fastigheter allt i jordbruksvärde. Man ägde också Vanneberga nr 7, 8, 11,13, 14, 16, 17, 19, 20, 25, 26, 31, 32 som omfattade över 3 mantal. Fideikommisset ägor var fördelade på 30 arrendelotter, areal 788,8 hektar, därav 315,5 åker, taxeringvärde å jordbruksfastigheter 313 400 kr i jordbruksvärde och 900 för andra fastigheter på ägorna. Utägor till ovanstående gårdar, under fideikommissets eget bruk, areal 631 hektar skog, txv å jbrf 108 600 kr., därav 29 000 jordbruksvärde och 79 600 skogsvärde. 
Vanneberga nr 12, 1/2 mantal ägde I Persson, areal 94,8 hektar, därav 68,3 hektar åker, 13 hektar skog, taxeringsvärde  var 49 700 kr., därav 48 700i jordbruksvärde och 1000 kr  skogsvärde och andra fastigheter 3 000 kr. Potatismjölfabrik taxerades som annan fastighet till 20 000 kr.

## Befolkningsutveckling
| Befolkningsutvecklingen i Vanneberga 1960–2020                             | Befolkningsutvecklingen i Vanneberga 1960–2020 | Befolkningsutvecklingen i Vanneberga 1960–2020 | Befolkningsutvecklingen i Vanneberga 1960–2020 | Befolkningsutvecklingen i Vanneberga 1960–2020 |
| -------------------------------------------------------------------------- | ---------------------------------------------- | ---------------------------------------------- | ---------------------------------------------- | ---------------------------------------------- |
|                                                                            |                                                |                                                |                                                |                                                |
| År                                                                         |                                                |                                                | Folkmängd                                      | Areal (ha)                                     |
| 1960                                                                       | 1960                                           |                                                | 218                                            |                                                |
| 1990                                                                       | 1990                                           |                                                | 215                                            | 39#                                            |
| 1995                                                                       | 1995                                           |                                                | 217                                            | 39                                             |
| 2000                                                                       | 2000                                           |                                                | 206                                            | 39                                             |
| 2005                                                                       | 2005                                           |                                                | 208                                            | 44#                                            |
| 2010                                                                       | 2010                                           |                                                | 184                                            | 44#                                            |
| 2015                                                                       | 2015                                           |                                                | 188                                            | 59#                                            |
| 2020                                                                       | 2020                                           |                                                | 218                                            | 64                                             |
| Anm.: Ej tätort 1965, ny småort 1990, åter tätort 1995–2000. # Som småort. |                                                |                                                |                                                |                                                |